# Sesia gloriosa
Sesia gloriosa is een vlinder uit de familie wespvlinders (Sesiidae), onderfamilie Sesiinae.
Sesia gloriosa is voor het eerst wetenschappelijk beschreven door Le Cerf in 1914. De soort komt voor in het Palearctisch gebied.